# Conicochernes doyleae
Conicochernes doyleae är en spindeldjursart som beskrevs av Kennedy 1990. Conicochernes doyleae ingår i släktet Conicochernes och familjen blindklokrypare. Inga underarter finns listade i Catalogue of Life.